# Калиновка (Вознесенський район)
Калиновка (рос. Калиновка) — присілок в Вознесенському районі Нижньогородської області Російської Федерації.
Населення становить 5 осіб. Входить до складу муніципального утворення Благодатовська сільрада.
село знаходиться в 16 км від райцентра

## Історія
Від 2004 року входить до складу муніципального утворення Благодатовська сільрада.

## Населення
| 1999 | 2002 | 2010 |
| ---- | ---- | ---- |
| 13   | ▼9   | ▼5   |